# Priser og nomineringer modtaget af Sidse Babett Knudsen
Liste over priser og nomineringer modtaget af skuespiller Sidse Babett Knudsen.

## Priser

### BAFTA Awards, Storbritannien
| År   | Nominerede værk | Kategori                                                          | Resultat | Noter |
| ---- | --------------- | ----------------------------------------------------------------- | -------- | ----- |
| 2012 | Borgen          | BAFTA Award for Best International (delt med Adam Price og flere) | Vundet   | [ 1 ] |

### Bodil-prisen
| År   | Nominerede værk  | Kategori                     | Resultat  | Noter |
| ---- | ---------------- | ---------------------------- | --------- | ----- |
| 2021 | Kød & Blod       | Bedste kvindelige birolle    | Vundet    | [ 2 ] |
| 2021 | Undtagelsen      | Bedste kvindelige birolle    | Nomineret |       |
| 2015 | Kapgang          | Bedste kvindelige birolle    | Nomineret |       |
| 2007 | Efter brylluppet | Bedste kvindelige hovedrolle | Nomineret |       |
| 2002 | Monas verden     | Bedste kvindelige hovedrolle | Nomineret |       |
| 2000 | Den eneste ene   | Bedste kvindelige hovedrolle | Vundet    | [ 3 ] |
| 1998 | Let's get lost   | Bedste kvindelige hovedrolle | Vundet    | [ 4 ] |

### César Awards, Frankrig
| År   | Nominerede værk   | Kategori                | Resultat  |
| ---- | ----------------- | ----------------------- | --------- |
| 2017 | Kvinden fra Brest | Best Actress            | Nomineret |
| 2016 | Hermelinen        | Best Supporting Actress | Vundet    |

### Robert-prisen
| År   | Nominerede værk                    | Kategori                               | Resultat  |
| ---- | ---------------------------------- | -------------------------------------- | --------- |
| 2023 | Borgen                             | Årets kvindelige hovedrolle - tv-serie | Nomineret |
| 2021 | Kød & Blod                         | Årets kvindelige birolle               | Nomineret |
| 2021 | Undtagelsen                        | Årets kvindelige birolle               | Nomineret |
| 2015 | Kapgang                            | Årets kvindelige hovedrolle            | Nomineret |
| 2007 | Efter brylluppet                   | Årets kvindelige hovedrolle            | Nomineret |
| 2004 | Se til venstre, der er en Svensker | Årets kvindelige hovedrolle            | Nomineret |
| 2000 | Den eneste ene                     | Årets kvindelige hovedrolle            | Vundet    |
| 1998 | Let's get lost                     | Årets kvindelige hovedrolle            | Vundet    |

### International Emmy Awards
| År   | Nominerede værk | Kategori                                      | Resultat  | Noter |
| ---- | --------------- | --------------------------------------------- | --------- | ----- |
| 2012 | Borgen          | Emmy Award for Best Performance by an Actress | Nomineret | [ 5 ] |

### International Online Cinema Awards (INOCA)
| År   | Nominerede værk      | Kategori                     | Resultat   |
| ---- | -------------------- | ---------------------------- | ---------- |
| 2016 | The Duke of Burgundy | INOCA Award for Best Actress | 5. pladsen |
| 2015 | The Duke of Burgundy | Halfway Award                | Nomineret  |

### Jussi Awards
| År   | Nominerede værk | Kategori                | Resultat |
| ---- | --------------- | ----------------------- | -------- |
| 2018 | Den evige vej   | Best Supporting Actress | Vundet   |

### Lumiere Awards, Frankrig
| År   | Nominerede værk   | Kategori                       | Resultat  |
| ---- | ----------------- | ------------------------------ | --------- |
| 2017 | Kvinden fra Brest | Lumiere Award for Best Actress | Nomineret |

### Monte-Carlo TV Festival
| År   | Nominerede værk | Kategori                                            | Resultat | Noter |
| ---- | --------------- | --------------------------------------------------- | -------- | ----- |
| 2011 | Borgen          | Golden Nymph for Outstanding Actress - Drama Series | Vundet   | [ 6 ] |

### Rose d'Or
| År   | Nominerede værk | Kategori                | Resultat |
| ---- | --------------- | ----------------------- | -------- |
| 2022 | Borgen          | Performance of the Year | Vundet   |

### Rouen Nordic Film Festival
| År   | Nominerede værk  | Kategori     | Resultat |
| ---- | ---------------- | ------------ | -------- |
| 2007 | Efter brylluppet | Best Actress | Vundet   |

### Screen Actors Guild Awards
| År   | Nominerede værk | Kategori                                                 | Resultat  |
| ---- | --------------- | -------------------------------------------------------- | --------- |
| 2017 | Westworld       | Outstanding Performance by an Ensemble in a Drama Series | Nomineret |

### Torino Film Festival
| År   | Nominerede værk      | Kategori                    | Resultat |
| ---- | -------------------- | --------------------------- | -------- |
| 2014 | The Duke of Burgundy | Jury Prize for Best Actress | Vundet   |

### Zulu Awards
| År   | Nominerede værk  | Kategori                        | Resultat  |
| ---- | ---------------- | ------------------------------- | --------- |
| 2017 | Westworld        | Årets danske skuespiller        | Nomineret |
| 2011 | Parterapi        | Årets danske skuespillerinde    | Vundet    |
| 2009 | Blå mænd         | Årets danske kvindelige birolle | Vundet    |
| 2007 | Efter brylluppet | Årets danske skuespillerinde    | Vundet    |